# 真紅 (朝鮮)
真紅（しんく、朝鮮語:진홍、チノン）は、李氏朝鮮・英祖治世（18世紀）の妓生。小眉とともに、絵画に秀でた妓生として知られ、真紅は特に竹石画に優れたとされた。英祖45年（1768年）に刊行された申緯の『警修堂集』には、韓藕人の『緑波雑記』からの紹介として「毫歌墨舞換淸彈。舊院家家漸改觀。盡化六朝金粉氣。眞紅竹石小眉蘭。」と記されている。